# Alyxia marginata
Alyxia marginata là một loài thực vật có hoa trong họ La bố ma. Loài này được Pit. mô tả khoa học đầu tiên năm 1933.